# Der futurologische Kongreß
Der futurologische Kongreß (polnisch Kongres futurologiczny) ist ein Science-Fiction-Roman des polnischen Autors Stanisław Lem. Der Roman wurde im November 1970 geschrieben und erschien zuerst 1971 im Krakauer Verlag Wydawnictwo Literackie im Band Bezsenność.

## Inhalt
Raumfahrer Ijon Tichy, der Protagonist des Romans, nimmt am „Achten Futurologischen Weltkongress“ in Nounas, der Hauptstadt Costricanas teil. Der Kongress findet im 106-stöckigen Hilton-Hotel statt, thematisiert wird die wachsende Überbevölkerung. Gleichzeitig findet (in einem anderen Stockwerk des Hotels) ein Nudisten-Kongress statt, Verwechslungen sind programmiert. Ebenfalls gleichzeitig erhebt sich eine revolutionäre Bewegung gegen den Diktator des Bananenstaats Costricana.
Als Tichy einen Anfall von Güte und alles umfassender Zuneigung erleidet, wird ihm klar, dass der Diktator das Trinkwasser mit „Benignatoren“ versetzt hat, chemischen „Begütigungsmitteln“, die den Aufstand der unzufriedenen Bevölkerung niederschlagen sollen. Da die psychotropen chemischen Waffen nicht ausreichend wirken, setzen Polizei und Militär neben Benignatoren auch konventionelle Waffen ein, und das Hilton wird zunehmend in Mitleidenschaft gezogen. Tichy, Professor Trottelreiner und andere Hotelgäste statten sich mit Sauerstoffgeräten aus und fliehen in die Kanalisation unter dem Hilton.
Nachdem Tichy die Sauerstoffmaske abgenommen hat, hat er eine Reihe grotesker Halluzinationen: Er wird schließlich nach fast vollständiger Zerstörung seines Körpers in einen Behälter mit flüssigem Stickstoff geworfen und wacht erst in ferner Zukunft wieder auf.
Er findet eine Welt vor, in der trotz der weiter angewachsenen Bevölkerung Frieden und allgemeiner Wohlstand herrschen. Über das Wetter wird abgestimmt, Tote können auf Wunsch wiederbelebt werden. Möglich wird dies alles durch die „Psychemie“, der irrationale Teil der menschlichen Psyche wird jetzt durch „Psychemikalien“ unter Kontrolle gehalten. Die Einnahme der jeweils passenden Psychopharmaka ist ein selbstverständlicher Teil menschlicher Umgangsformen. Tichy trifft Professor Trottelreiner wieder, den es ebenfalls in die Zukunft verschlagen hat. Trottelreiner enthüllt ihm, dass in der Zwischenzeit die „Maskone“ entwickelt wurden, chemische Substanzen, die beliebige Gegenstände vortäuschen können. Als Tichy von Trottelreiner ein Gegenmittel erhält, löst sich der ihn umgebende Luxus schlagartig auf, und er sieht stattdessen Armut und Krankheit. Doch es ist nur die oberste Schicht der Täuschungen, die vor seinen Augen abgefallen ist, die Wahrheit ist noch viel schlimmer.
Schließlich erwacht er wieder im Kanal unter dem Hilton, der zweite Kongresstag hat noch nicht begonnen.

## Form
Die Geschichte wird vom Protagonisten Tichy erzählt. Ab etwa der Hälfte des Romans nimmt die Erzählung die Form eines Tagebuchs an. Durch den Roman hindurch spielt Lem mit verschiedenen Erlebnisebenen. Er lässt im Unklaren, ob Tichys Erlebnisse „echt“ sind, ob er träumt oder halluziniert. Lem konstruiert die Handlung analog einer Matrjoschka-Puppe, in der immer noch eine weitere kleinere Puppe steckt: Es ist ein Traum im Traum im Traum. In der halluzinierten „Pharmakokratie“, in der der „aufgetaute“ Tichy erwacht, stürzt er von der demaskierten Illusion einer Ebene in die nächste. 
Das Prinzip von Calderóns Versdrama La vida es sueño (dt. Das Leben ein Traum) und Grillparzers Drama Der Traum ein Leben wird multipliziert.

## Einordnung
Der futurologische Kongreß ist eines der bekanntesten Werke Lems.
Die Erzählung spielt im selben Universum wie die Sterntagebücher.

## Ausgaben
Von Der futurologische Kongreß gibt es zwei Übersetzungen ins Deutsche. Die erste, von Irmtraud Zimmermann-Göllheim, die schon Solaris übersetzt hatte, erschien 1974 im Frankfurter Insel Verlag. Die zweite Übersetzung besorgte Roswitha Matwin-Buschmann und diese kam 1986 im (Ost-)Berliner Verlag Volk und Welt heraus. Der Suhrkamp Verlag publizierte weitere Neuveröffentlichungen der ersten Übersetzung.
- Kongres futurologiczny (1971)
- Der futurologische Kongreß. Aus dem Polnischen von Irmtraud Zimmermann-Göllheim. Insel, Frankfurt a. Main 1974, ISBN 3-458-05855-9. Neuausgabe: Der futurologische Kongreß (Phantastische Bibliothek, Bd. 29). Suhrkamp, Frankfurt a. Main 1979, ISBN 3-518-37034-0.
- Der futurologische Kongreß. Aus dem Polnischen von Roswitha Matwin-Buschmann. Volk und Welt, Berlin 1986, DNB 860890031.
- Der futurologische Kongreß: Aus Ijon Tichys Erinnerungen. Aus dem Polnischen von Irmtraud Zimmermann-Göllheim. Suhrkamp, Berlin 2021, ISBN 978-3-518-47145-6.

## Verfilmung
Die vierte Folge der Science-Fiction-Serie Ijon Tichy: Raumpilot (Erstausstrahlung 2007) übernahm den Romantitel, obwohl ihre Handlung eher auf der Achten Reise in Lems Sterntagebüchern basierte.
Der Film The Congress von Ari Folman aus dem Jahr 2013 war eine freie Interpretation von Der futurologische Kongreß.